# Jon Hinson

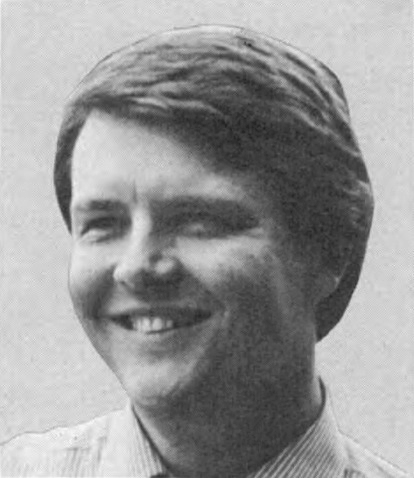
Jon Hinson (1979)

Jon Clifton Hinson  (* 16. März 1942 in Tylertown, Walthall County, Mississippi; † 21. Juli 1995 in Silver Spring, Maryland) war ein US-amerikanischer Politiker. Zwischen 1979 und 1981 vertrat er den vierten Wahlbezirk des Bundesstaates Mississippi im US-Repräsentantenhaus.

## Werdegang
Jon Hinson besuchte die öffentlichen Schulen seiner Heimat und anschließend bis 1964 die University of Mississippi. Zwischen 1964 und 1970 gehörte er der Reserve des Marine Corps an. Politisch war er Mitglied der Republikanischen Partei. Von 1968 bis 1973 arbeitete Hinson im Stab des Kongressabgeordneten Charles H. Griffin; danach war er bis 1977 für Thad Cochran, ebenfalls Kongressabgeordneter aus Mississippi, in gleicher Funktion tätig.
1978 wurde Hinson zu Cochrans Nachfolger im US-Repräsentantenhaus in Washington, D.C. gewählt. Während seiner ersten Amtszeit im Kongress geriet Hinson erstmals in Schwierigkeiten. Er musste sich mit Vorwürfen der damals in den Vereinigten Staaten strafbaren Homosexualität auseinandersetzen. Trotzdem wurde er bei den Kongresswahlen des Jahres 1980 bestätigt. Der mit Cynthia Hinson verheiratete Politiker wurde am 5. Februar 1981 wegen homosexueller Handlungen verhaftet und angeklagt. In der Folge trat er am 13. April 1981 als Kongressabgeordneter zurück. Die fällige Nachwahl im vierten Wahlbezirk von Mississippi gewann der Demokrat Wayne Dowdy.
Bald nach seinem Rücktritt räumte Hinson ein, homosexuell zu sein. Er wurde geschieden und setzte sich fortan für mehr Rechte der Homosexuellen in der Gesellschaft und im Militär ein. Er verließ den Staat Mississippi für immer und lebte zunächst in Alexandria (Virginia) und dann in Silver Spring (Maryland). Später erkrankte er an AIDS, woran er 1995 auch verstarb.